# 索夫利特酱

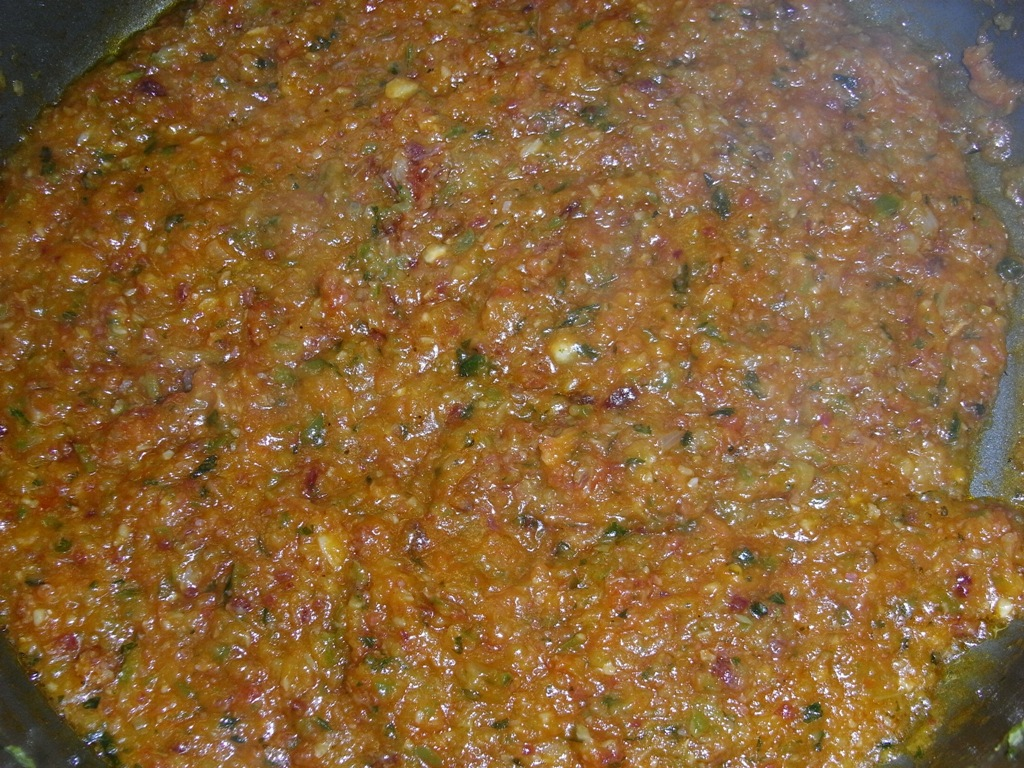
西班牙料理中的索夫利特酱

索夫利特酱（西班牙語：sofrito），是西班牙、意大利、葡萄牙与拉丁美洲料理中的一种底酱。不同地方制法各异，不过一般都含有切成小块的芳香食材，用食用油快炒或烧煮而成。
在西班牙料理中，索夫利特酱包含大蒜、洋葱、辣椒粉、番茄酱等食材，以橄榄油烹饪而成，常被称为西班牙番茄酱。而在讲葡萄牙语的国家中这种酱汁称为refogado或estrugido，其中洋葱与橄榄油必不可少，此外大蒜与月桂叶也是常见的食材。